# Prophioseides abdominalis
Prophioseides abdominalis is een eenoogkreeftjessoort uit de familie van de Notodelphyidae. De wetenschappelijke naam van de soort is voor het eerst geldig gepubliceerd in 1911 door Chatton & Brément.